# Juliana Felisberta da Silva
Juliana Felisberta da Silva (* 22. Juli 1983 in Santos, Brasilien) ist eine ehemalige brasilianische Beachvolleyballspielerin. Sie gewann Olympiabronze und war Weltmeisterin sowie achtmal World Tour Champion.

## Karriere
2002 startete Juliana Felisberta da Silva ihre Volleyballkarriere mit Taiana Lima. Die beiden gewannen die U21-Weltmeisterschaft in Catania. Nach einer längeren Verletzung spielte Felisberta da Silva 2003 noch einige Turniere mit Jackie Silva, ehe im nächsten Jahr die Zeit der großen Erfolge begann.
2004 bildete Juliana ein neues Duo mit Larissa França. Ihr erstes gemeinsames Open-Turnier in Fortaleza beendeten sie auf dem dritten Rang; danach wurden sie zweimal Fünfte. Nach einem frühen Aus beim Grand Slam in Berlin und einem siebten Platz in Stavanger gelang ihnen bei den Mallorca Open im Finale gegen die Deutschen Lahme/Müsch ihr erster Turniersieg auf der World Tour. Bei den weiteren FIVB-Turnieren des Jahres wurden sie jeweils Dritte oder Fünfte. Von ihren ersten vier Open-Turnieren der Saison 2005 gewannen sie drei und wurden einmal Zweiter. Bei der WM in Berlin kamen sie ohne Satzverlust ins Endspiel, das sie gegen die US-Amerikanerinnen Kerri Walsh und Misty May-Treanor verloren. Im weiteren Verlauf der Saison verpassten sie nur bei den Espinho Open (dritter Platz) und beim Grand Slam in Klagenfurt das Endspiel. Sie gewannen die Open-Turniere in Sankt Petersburg, Montreal und Acapulco. Beim mexikanischen Turnier gelang ihnen außerdem der erste Sieg gegen ihre Dauerkontrahentinnen aus den USA. Insgesamt stellten sie mit 14 Podiumsplätzen bei 15 Turnieren und einem Preisgeld von mehr als 400.000 $ einen neuen Rekord auf; von der FIVB wurden sie als World Tour Champion und Team des Jahres ausgezeichnet. Sie dominierten auch die nationale Tour in Brasilien und setzten sich dort gegen Adriana Behar und Shelda Bede durch.
Zum Auftakt der Saison 2006 gewannen Juliana/Larissa die Modena Open. Bei den nächsten beiden Turnieren wurden sie jeweils Dritte. Danach gewannen sie sechs von neun Turnieren (Stavanger, Marseille, Sankt Petersburg, Paris, Porto Santo, Vitória) und unterlagen dreimal erst im Finale. Zum Abschluss wurden sie Vierte in Acapulco. Mit dieser Erfolgsbilanz erhielten sie erneut die Auszeichnungen als FIVB World Tour Champion und Team des Jahres und Juliana war – wie auch 2010 und 2012 – beste Offensivspielerin der Tour. Die Saison 2007 begannen sie mit einem vierten Platz in Sentosa und als Dritte in Seoul. Sie gewannen die nächsten beiden Open-Turniere in Warschau und Espinho und kamen beim Grand Slam in Berlin ins Finale. Bei der WM in Gstaad kamen sie mit nur einem verlorenen Satz ins Halbfinale. Dort unterlagen sie allerdings den Chinesinnen Tian Jia und Wang Jie. Das Spiel um den dritten Platz gewannen sie mit einem 18:16 im Tiebreak gegen das zweite chinesische Duo Xue Chen und Zhang Xi. Auf der World Tour siegten sie anschließend in Kristiansand, Åland und Sankt Petersburg und wurden Zweite in Klagenfurt und Fortaleza. Damit wurden sie zum dritten Mal in Folge World Tour Champion. Außerdem gewannen sie die Goldmedaille bei den Panamerikanischen Spielen in Rio de Janeiro.
2008 setzten sie ihre Erfolgsserie mit Turniersiegen in Adelaide und Osaka fort. Außerdem standen sie im Finale von Shanghai und wurden auch bei fast allen anderen Turnieren mindestens Fünfte; lediglich beim Grand Slam in Paris schieden sie früh aus, weil Juliana sich einen Kreuzbandriss zuzog. Deswegen konnte sie auch nicht bei den Olympischen Spielen in Peking antreten. 2009 spielten Juliana/Larissa wieder zusammen und gewannen gleich die ersten beiden Turniere in Brasília und Osaka. Bei der WM in Stavanger gaben sie erst im Halbfinale gegen ihre nationalen Konkurrentinnen Talita/Antonelli einen Satz ab. Im Endspiel mussten sie sich dann dem US-Duo Ross/Kessy geschlagen geben. Auf der World Tour 2009 verpassten sie nach der WM nur noch in Marseille (17. Platz) und Kristiansand (Dritter) das Finale und feierten dabei sechs weitere Turniersiege. Damit wurden sie erneut World Tour Champion.
Zu Beginn der World Tour 2010 gewannen Juliana/Larissa das Finale der Brasília Open gegen die Deutschen Goller/Ludwig. Das Endspiel in Shanghai verloren sie gegen die Weltmeisterinnen Kessy/Ross und in Rom mussten sie sich im Viertelfinale Talita/Antonelli geschlagen geben. In Seoul gelang ihnen der nächste Turniersieg und in Moskau wurden sie Dritte. Die nächsten siegreichen Endspiele gab es in Stavanger gegen Talita/Antonelli, in Gstaad gegen Goller/Ludwig und in Klagenfurt gegen ihre Landsfrauen Cunha und Taiana Lima. Gegen Xue und Zhang Xi feierten sie ihren vierten und fünften Turniersieg in Folge. Bei den Åland Open kam es zum gleichen Duell im Endspiel, aber diesmal setzten sich die Chinesinnen durch. Mit einem fünften Platz in Den Haag beendeten Juliana/Larissa die Serie als World Tour Champion. Außerdem wurden sie „Team of the Year“ und Larissa erhielt Auszeichnungen als beste Blockspielerin, beste Offensivspielerin und wichtigste Spielerin.

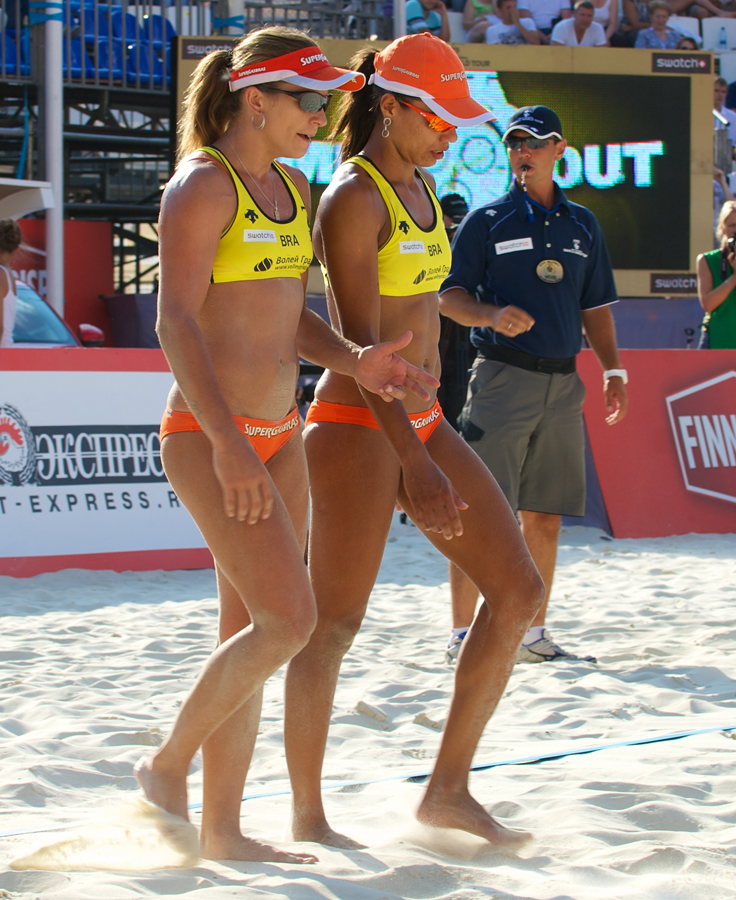
Mit Larissa beim Grand Slam 2011 in Moskau

In die World Tour 2011 starteten Juliana/Larissa mit Turniersiegen in Brasília (gegen Walsh/May-Treanor) und in Sanya (gegen Xue/Zhang Xi). Der Erfolg in der Heimat brachte ihnen die Führung in der historischen Rangliste der FIVB-Turniere. In Shanghai schieden sie im Viertelfinale gegen die österreichischen Schwestern Doris und Stefanie Schwaiger aus. Beim Grand Slam in Peking unterlagen sie in der ersten KO-Runde den Deutschen Holtwick/Semmler und erzielten mit dem 17. Platz ihr schlechtestes Ergebnis in dieser Saison. Bei der anschließenden Weltmeisterschaft in Rom kamen sie ohne Satzverlust ins Viertelfinale und besiegten danach auch die US-Amerikanerinnen Fendrick/Hanson und die Tschechinnen Klapalová/Háječková. Im Finale kam es zum Duell gegen Walsh/May-Treanor. Mit einem 16:14 im Tiebreak wurden Juliana/Larissa erstmals Weltmeister. Nach einem dritten Rang in Stavanger gewannen sie die Grand Slams in Gstaad und Stare Jabłonki und standen im Finale von Moskau. Dann wurden sie Neunte in Klagenfurt und Dritte in Åland. Nach dem Gewinn der Den Haag Open standen sie wieder als World Tour Champion fest. Außerdem gewann Juliana bei den Panamerikanischen Spielen in Guadalajara ihre zweite Goldmedaille. Bei den ersten Turnieren der World Tour 2012 wurden sie Vierte in Brasília, Zweite in Sanya und Dritte in Shanghai. In Peking gewannen sie ihr erstes Finale der Saison. Nach einem dritten Rang in Moskau sowie neunten Plätzen in Rom und Gstaad gelang ihnen dies auch in Berlin. Bei den Olympischen Spielen in London blieben sie bis zum Halbfinale ohne Satzverlust, bevor sie gegen Kessy/Ross verloren. Mit einem Tiebreak-Sieg gegen Zhang Xi und Xue Chen gewannen sie anschließend die Bronzemedaille. Kurz darauf gewannen sie den Grand Slam in Stare Jabłonki und schlossen das Jahr erneut als World Tour Champion und „Team of the Year“ ab. Am Ende des Jahres verkündete Juliana das Ende ihrer Karriere, weil sie sich auf die Familie konzentrieren wollte.
2014 startete Juliana ein Comeback an der Seite von Maria Antonelli. Juliana/Antonelli hatten national und international fast ausnahmslos Top-Ten-Platzierungen. 2014 wurden sie World Tour Champions. Bei der WM 2015 in den Niederlanden wurden sie Dritte. 2016 spielte Juliana wieder an der Seite ihrer früheren Partnerin Taiana Lima. 2017 waren Carolina Solberg und Carolina Horta Máximo ihre Partnerinnen. 2018 spielte Juliana zusammen mit Andressa Cavalcanti und 2019 mit Josemari Alves. 2021 beendete sie ihre Karriere.